# 伊号第百五十九潜水艦
| 画像をアップロード | |
| 艦歴               | |
| 計画               | 大正12年度艦艇補充計画                                                                                              |
| 起工               | 1927年3月25日 |
| 進水               | 1929年3月25日 |
| 就役               | 1930年3月31日 |
| 除籍               | 1945年11月30日 |
| その後             | 1946年4月1日 五島列島沖で爆破処分                                                                                   |
| 性能諸元           | |
| 排水量             | 基準：1,635トン 常備：1,800トン 水中：2,300トン                                                                     |
| 全長               | 101.00m |
| 全幅               | 7.90m |
| 吃水               | 4.90m |
| 機関               | ズルツァー式3号ディーゼル2基2軸 水上：6,800馬力 水中：1,800馬力                                                     |
| 速力               | 水上：20.0kt 水中：8.0kt                                                                                            |
| 航続距離           | 水上：10ktで10,000海里 水中：3ktで60海里                                                                            |
| 燃料               | 重油：230t |
| 乗員               | 63名 |
| 兵装               | 40口径十一年式12cm単装砲1門 留式7.7mm機銃1挺 53cm魚雷発射管 艦首6門、艦尾2門 六年式魚雷16本 Kチューブ（水中聴音機） |
| 備考               | 安全潜航深度：60m                                                                                                   |

伊号第百五十九潜水艦（いごうだいひゃくごじゅうくせんすいかん）は、日本海軍の潜水艦。伊百五十六型潜水艦（海大III型b）の3番艦。竣工時の艦名は伊号第五十九潜水艦。

## 艦歴
- 1927年（昭和2年）3月25日 - 横須賀海軍工廠で起工。
- 1929年（昭和4年）3月25日 - 進水
- 1930年（昭和5年）3月31日 - 竣工。第28潜水隊に編入[2]。
- 1933年（昭和8年）11月15日 - 予備艦となる[2]。
- 1938年（昭和13年）6月1日 - 艦型名を伊五十三型に改正[3]。
- 1941年（昭和16年）6月2日 - 同年10月まで予備艦となる[2]。
  - 12月31日 - 第5潜水戦隊第28潜水隊に属し、神戸を出航[4]。
- 1942年（昭和17年）1月5日 - ダバオに到着[4]。
  - 1月10日 - ダバオを出航し、ジャワ南方海面、スマトラ方面で活動[4]。
  - 1月20日 - クリスマス島フライング・フィッシュ・コーブ沖合のインド洋でノルウェー貨物船エイズボルト（Eidsvold、4,184トン）へ6番発射管から魚雷1本を発射し、これを撃沈[5]。
  - 1月25日 - スマトラ島サバン沖合のインド洋で英貨物船ジャン・セン（Giang Sen、1,811トン）を撃沈[5]。
  - 1月26日 - ペナン着[4]。
  - 2月21日 - ペナンを出航し、インド洋方面で活動[4]。
  - 3月1日 - 北緯00度15分 東経86度50分 / 北緯0.250度 東経86.833度のスマトラ島西方沖合のインド洋で、英軍兵士と女性1名、2名の子供を含む民間人を乗せてパダンからコロンボへ航行中の蘭客船ルーズブーム（Rooseboom、1,035トン）を雷撃により撃沈[5]。
  - 3月2日 - ペナン出航[4]。
  - 4月1日 - 佐世保入港[4]。
  - 4月10日 - 第28潜水隊が解隊し、第19潜水隊に編入[4]。
  - 5月20日 - 伊号第百五十九潜水艦に改名。
  - 5月30日 - ミッドウェー海戦に参加[4]。
  - 7月1日 - 呉に入港[4]。
  - 7月10日 - 第5潜水戦隊が解隊し、第19潜水隊が呉鎮守府部隊に編入。以後、練習艦となる[4]。
- 1943年（昭和18年）12月1日 - 呉潜水戦隊第19潜水隊に編入[4]。
- 1945年（昭和20年）4月20日 - 第6艦隊第34潜水隊に編入[4]。
  - 8月15日 - 第15潜水隊に編入され終戦を迎える[4]。
- 1946年（昭和21年）4月1日 - 五島列島沖で米軍により爆破処分[6]。

撃沈総数3隻、撃沈トン数7,030トン。

## 歴代艦長
※『艦長たちの軍艦史』426-427頁による。

### 艤装員長
- 鶴岡信道 少佐：1929年9月5日 - 1929年10月19日

### 艦長
- 鶴岡信道 少佐：1929年10月19日 - 1931年12月1日
- 舟木重利 少佐：1931年12月1日 - 1934年2月21日[7]
- 遠藤敬勇 少佐：1934年2月21日[7] - 1935年10月21日[8]
- 岡本義助 少佐：1935年10月21日 - 1936年12月1日
- 清水太郎 少佐：1936年12月1日 - 1937年12月1日
- 西野耕三 少佐：1937年12月1日 - 1938年11月1日[9]
- 揚田清猪 少佐：1938年11月1日 - 1939年11月20日[10]
- 南里勝次 中佐：1939年11月20日[10] - 1940年7月26日[11]
- 遠藤忍 少佐：1940年7月26日 - 1941年6月2日[12]
- 河野昌道 少佐：1941年6月2日[12] - 1941年7月1日[13]
- （兼）花房博志 少佐：1941年7月1日[13] -
- 吉松田守 少佐：1941年10月31日 -
- 福村利明 少佐：1942年11月20日 - 1943年2月15日
- （兼）栢原保親 中佐：1943年3月16日 - 1943年5月18日
- 豊増清八 少佐：1943年5月18日 -
- 正田啓治 大尉：1944年2月15日 -
- 木村正男 大尉：1944年2月24日 -
- 三宅辰夫 大尉：1944年9月15日 -

## 逸話
- 小説家・山岡荘八が報道班員として乗艦し、その体験をもとに『海底戦記』を執筆した[5]。